# The Vanishing Soldier
The Vanishing Soldier (hebreo החייל הנעלם) es un thriller de Dani Rosenberg.  El drama sobre la adolescencia, ambientado en Tel Aviv en un solo día, se estrenó en el Festival de Cine de Locarno a principios de agosto de 2023.

## Trama
Shlomi, de 18 años, está haciendo el servicio militar en el ejército israelí. Está destinado a Gaza. Un día, simplemente se va para ver a su novia Shiri en Tel Aviv sin decírselo a sus superiores. Sabe muy bien que se enfrenta a una pena de prisión por desertar, pero el deseo de ver a Shiri por última vez antes de que ella se mude a Canadá a estudiar es decisivo. Shiri trabaja como sous chef en uno de los muchos restaurantes turísticos de la ciudad.
Cuando Shlomi se da cuenta de que los líderes del ejército creen que está en cautiverio palestino  y que su padre está en el hospital después de un ataque al corazón causado por el horror de un ataque con bomba, se vuelve cada vez más consciente del verdadero alcance de su decisión. Le confiesa a su madre Rachel que desertó y ella le pide que regrese a su unidad.   

## Producción
The Vanishing Soldier es el segundo largometraje de Rosenberg después de The Death of Cinema y My Father Too de 2020.  También dirigió el documental de 2018 Uri Zohar Khozer. Anteriormente realizó varios cortometrajes como Don Kishot be'Yerushalaim, que recibió una mención honorífica en la Berlinale de 2005, en el que envía a Don Quijote y Sancho Pancha al Israel contemporáneo. También dirigió la serie de televisión Johnny and the Knights of Galilee, que desarrolló conjuntamente con Tom Shoval.
La idea de la historia se basa en una experiencia personal de Rosenberg, quien una noche abandonó su puesto de guardia en el desierto de Judea a la edad de 18 años mientras servía en el ejército. A diferencia de Shlomi en su película, regresó una hora antes de que se hubiera notado su desaparición. "Fue un intento torpe de rebelarme contra el sistema", dijo Rosenberg. En ese momento empezó a pensar en qué hubiera pasado si realmente hubiera tenido el coraje de rebelarse. Hasta el día de hoy, como ciudadano israelí, todavía lucha por ser parte de un sistema con el que en realidad no puede identificarse.  Rosenberg coescribió el guion de The Vanishing Soldier con Amir Kliger. 
Ido Tako, conocido anteriormente por varias series de televisión israelíes, interpreta a Shlomi. Efrat Ben-Zur y Shmulik Cohen interpretan a su madre Rachel y su padre  y a Tikva Dayan su abuela. Mika Reiss interpreta el papel de su novia Shiri. 
La música de la película fue compuesta por Yuval Semos, quien anteriormente también lo había hecho para The Death of Cinema y My Father Too, y quien recientemente colaboró con Tal Lazar en la película de terror Unborn. 
Intramovies consiguió los derechos mundiales de la película.   Se estrenó el 5 de agosto de 2023 en el Festival de Cine de Locarno, donde se proyectó en la competición principal.  En este momento se presentó el primer tráiler.  A finales de septiembre de 2023 se presentó en el Festival Internacional de Cine de Reikiavik, y en la sección Kinoscope del 29º Festival de Cine de Sarajevo. También fue invitada al 28º Festival Internacional de Cine de Busan en la sección 'Flash Forward' donde se proyectó el 8 de octubre de 2023. En noviembre de 2023 se mostró en el Festival Internacional de Cine de Tesalónica.  En enero de 2024, la película se proyectará en el Festival Internacional de Cine de Palm Springs. 

## Recepción

### Reseñas
Tim Grierson escribe en su reseña en screendaily.com que el director Dani Rosenberg y su actor principal Ido Tako no le dicen al espectador qué pensar de Shlomi. Si bien la película ofrece una mirada crítica al actual conflicto con Israel, hay un notable vacío en Shlomi, pero también una conciencia subdesarrollada en su núcleo. Rosenberg filmó las primeras escenas de batalla desde una distancia irónica e hizo que la guerra pareciera infernal pero también inútil. Evita momentos heroicos o emotivos. Cuando Shlomi escapa de allí, la naturaleza meditativa de la historia se vuelve más fuerte. Shlomi se reconecta con partes de sí mismo que perdió como soldado. Al crecer en un mundo donde la guerra y el servicio militar obligatorio son omnipresentes, Shlomi anhela la libertad sin tener idea de cómo podría ser eso. La película finalmente se convierte en tragedia cuando el ejército israelí, creyendo que Hamás lo tiene como rehén, responde con violencia masiva, lo que resulta en un horrible derramamiento de sangre. Rosenberg deja que el espectador juzgue si Shlomi debería sentirse responsable de esto. 

### Premios
The Vanishing Soldier fue preseleccionada para los Premios del Cine Europeo 2023.  A continuación se muestran más nominaciones y premios.
Festival Internacional de Cine de Tesalónica 2023
- Nominación en el Concurso Meet the Neighbors+ [19]

Festival de Cine de Locarno 2023
- Nominación al Leopardo de Oro [20]

Festival de Cine Mediterráneo de Montpellier 2023
- Mención de Honor en la Competencia de Largometraje (Dani Rosenberg)
- Ganador del Premio de la Crítica (Dani Rosenberg)
- Galardonado con el Premio Jam a la Mejor Música de Cine (Yuval Semo) [21]

Premios Ophir 2023
- Nominación a Mejor Película
- Nominación a Mejor Director (Dani Rosenberg)
- Nominación a Mejor Actor (Ido Tako)
- Nominación a Mejor Actriz de Reparto (Efrat Ben-Zur)
- Nominación al Mejor Guión (Amir Kliger y Dani Rosenberg)
- Nominación a Mejor Música (Yuval Semo)
- Nominación al Mejor Montaje (Nili Feller)
- Nominación al Mejor Maquillaje (Shir Matzrafi y Limor Shmila)
- Nominación al Mejor Reparto (Limor Shmila)
- Nominación a Mejor Sonido (Neal Gibbs)
- Premio a la Mejor Cámara (David Stragmeister) [22] [23]

Festival Internacional de Cine de Reikiavik 2023
- Nominación al Frailecillo de Oro (Dani Rosenberg) [24]